# Raymond Gosling
Raymond Gosling (15 de julio de 1926-18 de mayo de 2015) fue un científico británico que dedujo la estructura del ADN junto con Maurice Wilkins y Rosalind Franklin en el King's College de Londres.

## Comienzos
Gosling nació en 1926 y fue a la escuela en Wembley. Desde 1944 hasta 1947 estudió física en el University College London y a continuación trabajó en el Hospital King’s Fund y Middlesex en 1947 y 1948, antes de incorporarse al King's College London como estudiante investigador.

## Carrera

### Trabajo en King's College de Londres y el ADN
En el King's College, Gosling trabajó utilizando técnicas de difracción de rayos X junto con Maurice Wilkins, analizando muestras de ADN que preparaban hidratándolas y aislándolas como filamentos delgados que fotografiaban en una atmósfera de hidrógeno.
Luego Gosling fue asignado a Rosalind Franklin cuando ella se incorporó en 1951 al King's College. Ellos trabajaban bajo la dirección de Sir John Randall. Juntos obtuvieron las primeras fotografías por difracción de rayos X de la "forma B" de estructuras paracristalinas de ADN altamente hidratado. Rosalind Franklin fue su supervisora académica. Durante los dos años siguientes, la pareja trabajó junta perfeccionando la técnica de fotografía de ADN mediante difracción de rayos X y obtuvieron las imágenes de ADN más nítidas mediante difracción. Gosling realizó la imagen de ADN por difracción de rayos X identificada como "Fotografía 51." Este trabajo condujo directamente al otorgamiento del Premio Nobel de 1962 de Fisiología o Medicina a Francis Crick, James D. Watson y Maurice Wilkins. Gosling fue coautor con Franklin de uno de los tres trabajos publicados en Nature en abril de 1953 sobre la doble hélice de ADN.
Gosling permaneció por un tiempo breve en el King's College luego de terminar su tesis en 1954. Posteriormente dio clases de física en el Queen’s College, University of St Andrews, y en la University of the West Indies (Caribe).

### Trabajo en el Guy's Hospital
Gosling regresó al Reino Unido en 1967 y dictó cátedra en la Escuela de Medicina del Guy's Hospital, y fue profesor de Física Aplicada a la Medicina a partir de 1984. Allí ayudó a desarrollar la ciencia y tecnología básica médica de la evaluación vascular hemodinámica por ultrasonido doppler en el Grupo de Angiología No Invasiva, y creó la Unidad clínica de angiología ultrasónica.